# Karel ende Elegast
Karel ende Elegast is een 'voorhoofs' ridderverhaal dat behoort tot de Karelepiek. In dit genre neemt het een speciale plaats in; Karel de Grote vertolkt immers de hoofdrol, terwijl hij in andere Karelromans eerder een nevenfiguur is. De auteur is onbekend. Het is omstreeks 1270 geschreven in Brabant. Het verhaal bestaat uit circa 1400 verzen.
Dankzij een vijftal drukken uit de 15e en de 16e eeuw bestaat er een volledige versie van dit verhaal. Hiermee is Karel ende Elegast de enige Middelnederlandse Karelroman waarvan nog een volledige tekst voorhanden is.

## Het verhaal
De nacht voor de hofdag krijgt Karel de Grote in een droom bezoek van een engel die hem opdraagt om uit stelen te gaan, anders zal hij sterven. Eerst staat Karel sceptisch tegenover de betrouwbaarheid van de engel, maar wordt overtuigd wanneer deze de opdracht tot driemaal toe herhaalt (3 is het getal van God) en hij rijdt het donkere woud in om te gaan stelen. Al rijdend door het woud komt Karel tot het inzicht dat hij zijn trouwe ridder Elegast te zwaar heeft gestraft door hem te verbannen voor een klein vergrijp. Hij komt dan een zwarte ridder tegen, aan wie hij zijn naam niet wil vertellen. Nadat de vorst de onbekende, die Elegast blijkt te zijn, heeft verslagen in een opstootje, stelt hij zichzelf voor als Adelbrecht (‘van adellijke geboorte’), omdat hij niet wil dat Elegast weet dat de koning uit stelen is gegaan.
Karel/Adelbrecht stelt dan voor om bij de koning (bij zichzelf dus) in te breken, maar een verontwaardigde Elegast verwerpt zijn voorstel: hij is nog steeds trouw aan zijn vorst. In plaats daarvan wil hij Eggeric, Karels kwaadaardige zwager, gaan bestelen. Elegast vermoedt al snel dat Karel/Adelbrecht geen echte dief is, onder meer omdat hij een ploegschaar wil gebruiken om in te breken in Eggermonde, Eggerics kasteel. Eenmaal aangekomen sluipt Elegast als eerste naar binnen. Daar wordt de meesterdief door een haan, die hij met behulp van magische kruiden kan verstaan, gewaarschuwd dat de koning in de buurt is. Wanneer Elegast dit hoort, wil hij Karel/Adelbrecht waarschuwen. Elegast wil naar huis, maar Karel/Adelbrecht weigert, en ze gaan verder.
Nadat ze een grote buit vergaard hebben, maakt Karel/Adelbrecht weer aanstalten om te vertrekken. Maar Elegast wil eerst nog een kostbaar zadel stelen uit de slaapkamer van Eggeric. Deze wordt echter wakker door het lawaai van de belletjes van het zadel. Zijn vrouw, de zuster van koning Karel, probeert hem te kalmeren en dat brengt hem ertoe te vertellen wat hem zo onrustig maakt: hij wil Karel op de hofdag om het leven brengen. Omdat ze vervolgens razend kwaad wordt, slaat Eggeric haar een bloedneus. Elegast, die zich in de slaapkamer van Eggeric en zijn vrouw bevindt, vangt haar bloed op met zijn handschoen als bewijs voor het plan van Eggeric.
Nadat hij weer naar buiten is gegaan, vertelt Elegast Karel/Adelbrecht over het complot. De koning beseft nu waarom God hem uit stelen liet gaan. Omdat Elegast de koning niet meer onder ogen durft te komen, zegt Karel/Adelbrecht dat hij de vorst wel op de hoogte zal brengen en keert hij terug naar zijn kasteel. De volgende dag, op de hofdag, beschuldigt Karel Eggeric en de andere samenzweerders van het verraad en doet hij een beroep op Elegast als getuige. Die toont de bebloede handschoen als bewijs van Eggerics schuld. Elegast daagt Eggeric uit tot een tweegevecht om uit te maken wie de waarheid spreekt. Wanneer blijkt dat Eggeric en Elegast evenwaardige duelleerders zijn, bidt Karel tot God. De trouwe Elegast doodt Eggeric, wordt in ere hersteld en mag met de weduwe van Eggeric, de zuster van Karel, trouwen.

## Compositie
Het verhaal heeft een strakke compositie en een driehoeksstructuur: het begint en eindigt in het kasteel van Karel, met daartussen het donkere woud en het kasteel van Eggeric.
De roman valt in zeven delen uiteen:
1. De inleiding/proloog
2. De opdracht (kasteel van Karel)
3. De nachtelijke tocht en het tweegevecht
4. De episode waarin de grote vaardigheid van Elegast en de onhandigheid van Karel aan het licht komen.
5. De inbraak en de ontdekking van de samenzwering (kasteel van Eggeric)
6. De ontknoping en het godsgericht (kasteel van Karel)
7. De epiloog

## Personages
Elegast
Elegast is een dappere ridder, die noodgedwongen roofridder werd. Hij werd door Karel verbannen om een reden die niet helemaal duidelijk is; de tekst geeft aanleiding om te denken dat Elegast stal van Karel, maar vertoont incongruentie wanneer wordt geschreven dat hij pas ná de verbanning genoodzaakt is tot stelen. Hoe het ook zij, Elegast blijft, hoewel hij zich verongelijkt voelt, trouw aan zijn eed aan Karel. De toverelementen die de figuur van Elegast omgeven, zijn opmerkelijk. Zo blijkt in de tekst dat hij het vermogen heeft om deuren zonder sleutel te openen, mensen in slaap te brengen en dat hij een kruid bezit, waardoor hij een haan en een hond kan verstaan. In verband met deze toverelementen wordt ook wel aangenomen dat de naam Elegast voortgekomen zou zijn uit iets als Elvengast, heer van de elven. Elegast is een toonbeeld van de ridder. De dichter heeft hem als edelmoedig en ridderlijk optredend laten zien.
Karel de Grote
Karel de Grote is een historische figuur, die leefde van 742 tot 814 en koning der Franken was van 768 tot zijn dood. Rond 785 was er sprake van een samenzwering tegen hem. In de Annales van Eginhard, de biograaf van Karel, is graaf Hadradus de aanstichter van de samenzwering. Ook in de Latijnse kroniek van Albericus Trium Fontium komt de samenzwering voor, evenals in het Franse chanson de geste. In Karel ende Elegast is Karel niet de machtige koning, die alles naar zijn hand zet. Hij is vroom, onhandig als inbreker, edelmoedig, dapper en kent ook twijfel en angst.
Eggeric van Eggermonde
Eggeric van Eggermonde is getrouwd met de zus van Karel. Hij beraamt een aanslag op het leven van zijn zwager. Zijn naam zou kunnen verwijzen naar Aigremont in de Ardennen. Hij is een ontrouwe ridder en wordt voorgesteld als het type van de onsympathieke, ruwe krijgsman, een typische figuur in de voor-hoofse roman, die blijft vertrouwen op zijn eigen kracht, ook als alles mis gaat. Hij is overmoedig, want hij deinst niet terug voor een tweegevecht en hij heeft met zijn bondgenoten een plan beraamd om Karel te vermoorden. De dichter geeft zijn zwarte kanten duidelijk aan, maar noemt hem slechts een enkele keer een verrader.

## Analyse
In het begin van het verhaal komen herkenbare christelijke elementen aan bod: Karel wordt in een droom driemaal bezocht door een engel. Gods ingreep zal uiteindelijk leiden tot Karels ontdekking van Eggerics verraad. De tegenstelling tussen God en de duivel wordt ook beschreven door middel van getallensymboliek. De engel verschijnt driemaal. Voor Karel is dat het bewijs dat het daadwerkelijk een bevel van God is om uit stelen te gaan. De duivel heeft slechts de kracht om tweemaal te verschijnen.
Behalve christelijke elementen zijn er ook sprookjeselementen. Elegast beschikt over de gave om met dieren te kunnen spreken na het innemen van een toverkruid. Los daarvan kent hij toverspreuken. Daarmee heeft hij Eggeric en zijn vrouw in slaap gebracht. Tijdens de middeleeuwen hadden bepaalde plaatsen een symbolische waarde. Zo werd het hof geassocieerd met veiligheid en het woud met een plaats waar alles misliep. In dit verhaal is de connotatie van het woud niet enkel negatief. Niet alleen woont de goede Elegast er, maar het is tevens de plaats waar Karel tot bezinning komt over de harde veroordeling en verbanning van zijn trouwe vazal.
Een ander voorbeeld waarbij symbolische waarden worden omgekeerd, is de betekenis van de kleur zwart. Dat stond in de middeleeuwen namelijk symbool voor alles wat slecht was. Elegast die een zwart harnas aanheeft, wordt eerst gezien als een vijand voor Karel. Later blijkt hij echter goed te zijn, ondanks de kleur van zijn harnas. Een gewoon voorbeeld van middeleeuwse symboliek in het verhaal is het dwars rijden van Elegast in het woud. Dit wijst erop dat hij niet tot Karels rechtsorde behoort, hij is een figuur uit de onderwereld, een dwarsligger.
Verder kunnen er ook humoristische elementen in het verhaal worden aangetroffen. Dit is bijvoorbeeld te merken aan de manier waarop Karel de Grote wordt voorgesteld. Wanneer hij zich in het woud bevindt, wordt hij beschreven als een bange vorst. De koning is bang in het donker, terwijl de verteller beschrijft hoe helder de hemel is. Een ander voorbeeld waarin Karel op een humoristische manier beschreven wordt, is het moment waarop hij en Elegast voor de muren van Eggerics woning staan. Zijn onprofessioneel gedrag als dief wordt meteen duidelijk wanneer hij de stenen muur wil slopen met een ploegschaar. Dit werktuig wordt enkel gebruikt om lemen muren open te breken. Elegast lacht hem hartelijk uit en vraagt zich af of hij wel een dief is. Ook steelt Elegast wat later zijn toverkruid uit de mond van Karel/Adelbrecht zonder dat deze het door heeft.

## Ontstaan
Aan het op schrift stellen van Karel ende Elegast gaat een lange mondelinge traditie vooraf. Vooral het motief van ‘een koning die incognito uit stelen gaat’ was al zeer oud en kende een ruime verspreiding in Europa en Azië. Naargelang de regio of het tijdstip kreeg die koning de naam van een charismatische heerser aan wie men zich op dat ogenblik wilde spiegelen. In het middeleeuwse West-Europa en Scandinavië was dat de figuur van Karel de Grote. Al vrij snel werd de legende verspreid dat Karel een goddelijke boodschap gekregen had van een engel, dat hij op roverspad moest gaan en daarbij een verstoten vazal (Elegast) tegen het lijf liep. Uiteindelijk zou het tot ongeveer 1250 duren voordat het hele verhaal van Karel ende Elegast neergeschreven werd in de vorm die we nu kennen.
De meeste hedendaagse literatuurhistorici gaan ervan uit dat Karel ende Elegast niet alleen gebaseerd is op de mondelinge overlevering. De auteur zou ook een concrete Franse brontekst ter beschikking hebben gehad: het Chanson de Basin. Van die tekst, waar enkele Latijnse en Scandinavische bronnen gewag van maken, is echter niets bewaard gebleven.
De Neerlandicus Leo Faes beweert dat Karel ende Elegast op enige wijze is afgeleid van de historie van de Vier Heemskinderen.

## Overlevering en receptie
Van Karel ende Elegast zijn vele tekstgetuigen bewaard gebleven, zowel in handschrift als in druk. Van de handschriften zijn enkel fragmenten bewaard. Als we de tekst in zijn geheel willen lezen moeten we gebruikmaken van de Rijnlandse vertaling die is opgenomen in de zogenaamde Karlmeinet-compilatie (Darmstadt, Hessische Landes- und Hochschulbibliothek, 2290). Dat is een grote bundel Karelteksten die in de 14e eeuw tot stand kwam in het Rijngebied. Ook kunnen we een beroep doen op de vijf bewaarde drukken van het verhaal uit het eind van de 15e en het begin van de 16e eeuw. In het geval van Karel ende Elegast werd de tekst bij het ter perse gaan niet in proza omgezet, zoals bij de meeste versromans was gebeurd, maar werd de oorspronkelijke versvorm bewaard.
In de 19e eeuw verscheen een prozabewerking van Karel ende Elegast, geschreven door J.A. Alberdingk Thijm, in zijn bundel Karolingische verhalen (1851). Zelfs in onze tijd wordt de stof van Karel ende Elegast nog gebruikt; het verhaal wordt vandaag de dag nog opgevoerd als (school)toneelstuk en is ook in bewerkte vorm als jeugdboek en stripverhaal uitgebracht.
Eind jaren 60 bestond er een Vlaamse kleinkunstgroep die zich De Elegasten noemde. Ze hadden in 1969 een hit met Wat heb je vandaag op school geleerd?
In 1994 verscheen een vertaling in het Fries van de hand van Klaas Bruinsma, Karel en Elegast.
In 2013 liet de Nederlandse auteur Hans van Kasteel door de acteurs van Schola Nova een Franstalige versie van Karel ende Elegast op de planken uitvoeren: Charles et Pandoque, drama in vijf bedrijven, met muziek van de Belgische componist Stéphane Feye. Het oorspronkelijke verhaal wordt in deze versie scrupuleus gevolgd, maar de intrige wordt er tot haar paroxisme gevoerd, met toevoeging van talrijke historische en legendarische elementen, onder meer geput uit het Chanson de Roland.

## Begin
Fraeye historie ende al waer
Mach ic u tellen, hoort naer.
Het was op enen avontstonde
Dat karel slapen begonde
Tengelem op den rijn.
Dlant was alle gader sijn.
Hij was keyser ende coninc mede.
Hoort hier wonder ende waerhede
Wat den coninc daer ghevel,..

### Primaire bronnen
- A.M. Duinhoven (ed.), Karel ende Elegast. Diplomatische uitgave van de Middelnederlandse teksten en de tekst uit de Karlmeinet-compilatie. Dl. 1. Zwolle, 1969. (Zwolse drukken en herdrukken voor de Maatschappij der Nederlandse Letterkunde te Leiden, nr. 62), p. 16-70.
Diplomatische editie van de oudste druk, die tot stand kwam te Delft tussen 1486 en 1488. Online raadpleegbaar op: dbnl.org
- K. Eykman (vert.), A.M. Duinhoven (bew.), Karel ende Elegast. Amsterdam,1998.
Naast de oorspronkelijke tekst staat steeds de (zeer vlotte en recente) vertaling, waarbij rekening is gehouden met het oorspronkelijke rijmschema.
- G. Claassens (ed.), Karel ende Elegast. Amsterdam, 2002.
Een uitgave van de bekende Alfa-reeks, voorafgegaan door een beknopte maar genuanceerde inleiding. Ideaal voor scholieren en studenten.

### Secundaire bronnen

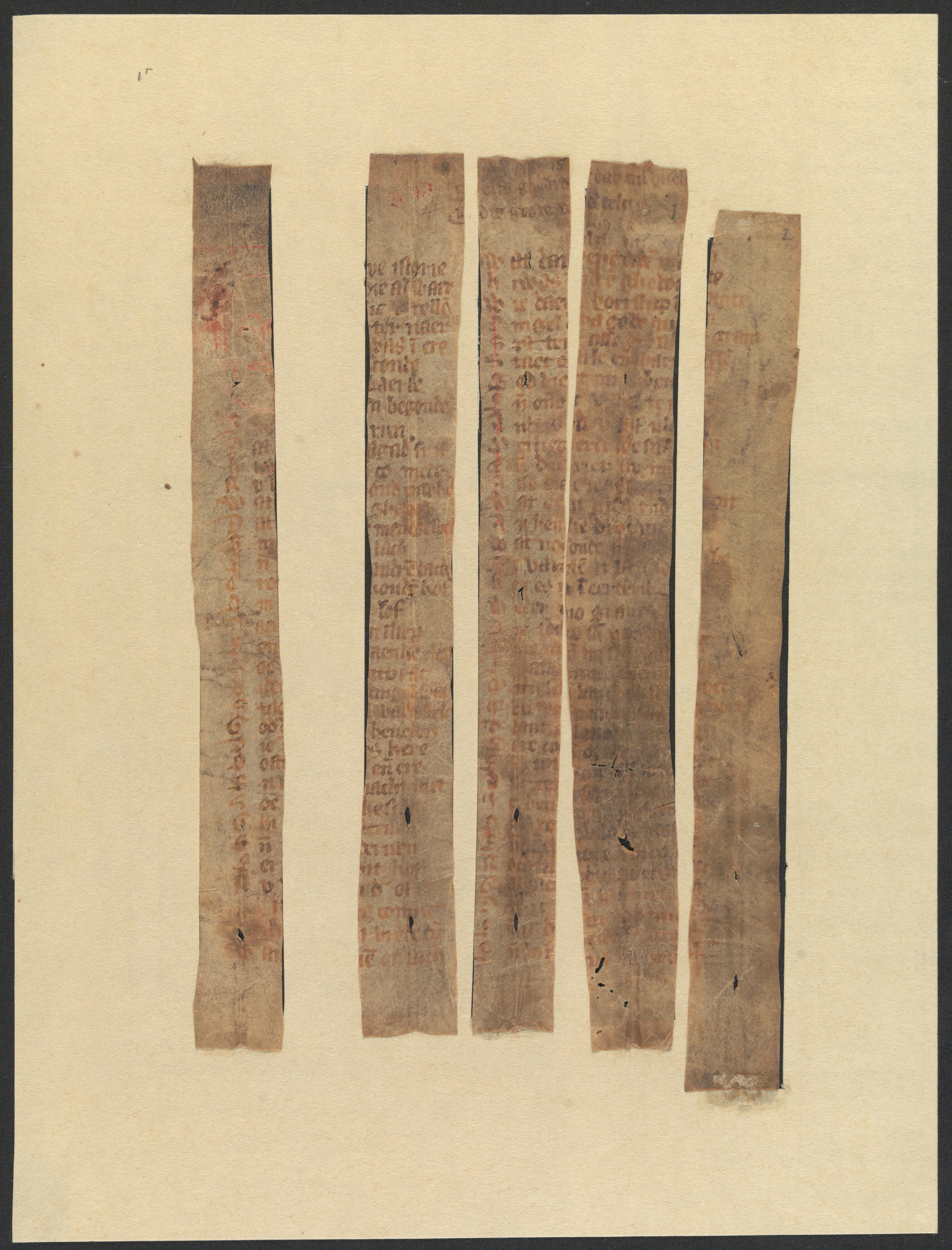
Strookjes perkament met daarop tekst uit "Karel ende Elegast". Deze werden aangetroffen als hartstrookjes in de rug van een Middelnederlandse versie van de Legenda aurea afkomstig uit het klooster Sint-Luciëndal bij Sint-Truiden. Bewaard in de Universiteitsbibliotheek Gent. Bovenaan het tweede strookje van links het begin van de tekst: alwaer / ic. telle(n) / naer / was. op / coninc.

- Jozef Janssens, Vertellen is een kunst. De geschiedenis van Karel ende Elegast, 2023. ISBN 9789056158736
- F. van Oostrom, Stemmen op schrift: geschiedenis van de Nederlandse literatuur vanaf het begin tot 1300. Amsterdam, 2006, p. 234-241.
Een korte maar helder geschreven toelichting bij enkele aspecten van Karel ende Elegast: de ontstaansgeschiedenis, de karakterisering van de personages en de stijlmiddelen van de auteur.
- Hubert Slings, Toekomst voor de Middeleeuwen. Middelnederlandse literatuur in het voortgezet onderwijs. Amsterdam: Prometheus, 2000, p. 15-19
- W.P. Gerritsen & A.G. Van Melle (red.), Van Aiol tot de Zwaanridder. Nijmegen, 1993, 186-196.
Een overzicht van de karelepiek in het algemeen, met korte verwijzingen naar Karel ende Elegast.
- J. Deschamps, Middelnederlandse handschriften uit Europese en Amerikaanse bibliotheken. Leiden, 1970, 19-21.
Biedt een overzicht van de gevonden fragmenten van handschriften van Karel ende Elegast tot 1970. Online raadpleegbaar op: dbnl.org

### Fragmenten van handschriften (in volgorde van ontdekking)
1. Arras, Stadsbibliotheek, 227/383
2. Den Haag, Koninklijke Bibliotheek, 131 D 5
3. Namen, Stadsbibliotheek, 196, nr. 19
4. München, Bayerische Staatsbibliothek, Cod. germ. 5249, Nr. 69
5. Brussel, Stadsarchief, 1645
6. Gent, Universiteitsbibliotheek[5]
7. Vercelli, Archivio di Stato, Prefettura, Giudiziario, Fondo Antico, mazzo 41 (fasc. 2)[6]

### Overgeleverde drukken uit de 15de en 16de eeuw
1. Gedrukt door Jacob Jacobsz. van der Meer of Christiaen Snellaert (Delft, tussen 1 maart 1487 en 26 juni 1488)[7]
2. Gedrukt door Govaert Bac (Antwerpen, ca. 1493-1500)
3. Gedrukt door Govaert Bac (Antwerpen, ca. 1496-1499)
4. Gedrukt door een onbekende drukker (Antwerpen, ca. 1530)
5. Gedrukt door Jan van Ghelen (Antwerpen, ca. 1550-1608)
6. Fragment uit een druk van Gerardus Leempt ('s-Hertogenbosch, 1484-1488)
7. Gedrukt door een onbekende drukker uit de Nederlanden (na 1493)[8]